# Rue des Innocents
La rue des Innocents est une voie piétonne du 1er arrondissement de Paris, en France.

## Situation et accès
Orientée est-ouest, elle se trouve entre les quartiers dits du Châtelet et des Halles.

## Origine du nom

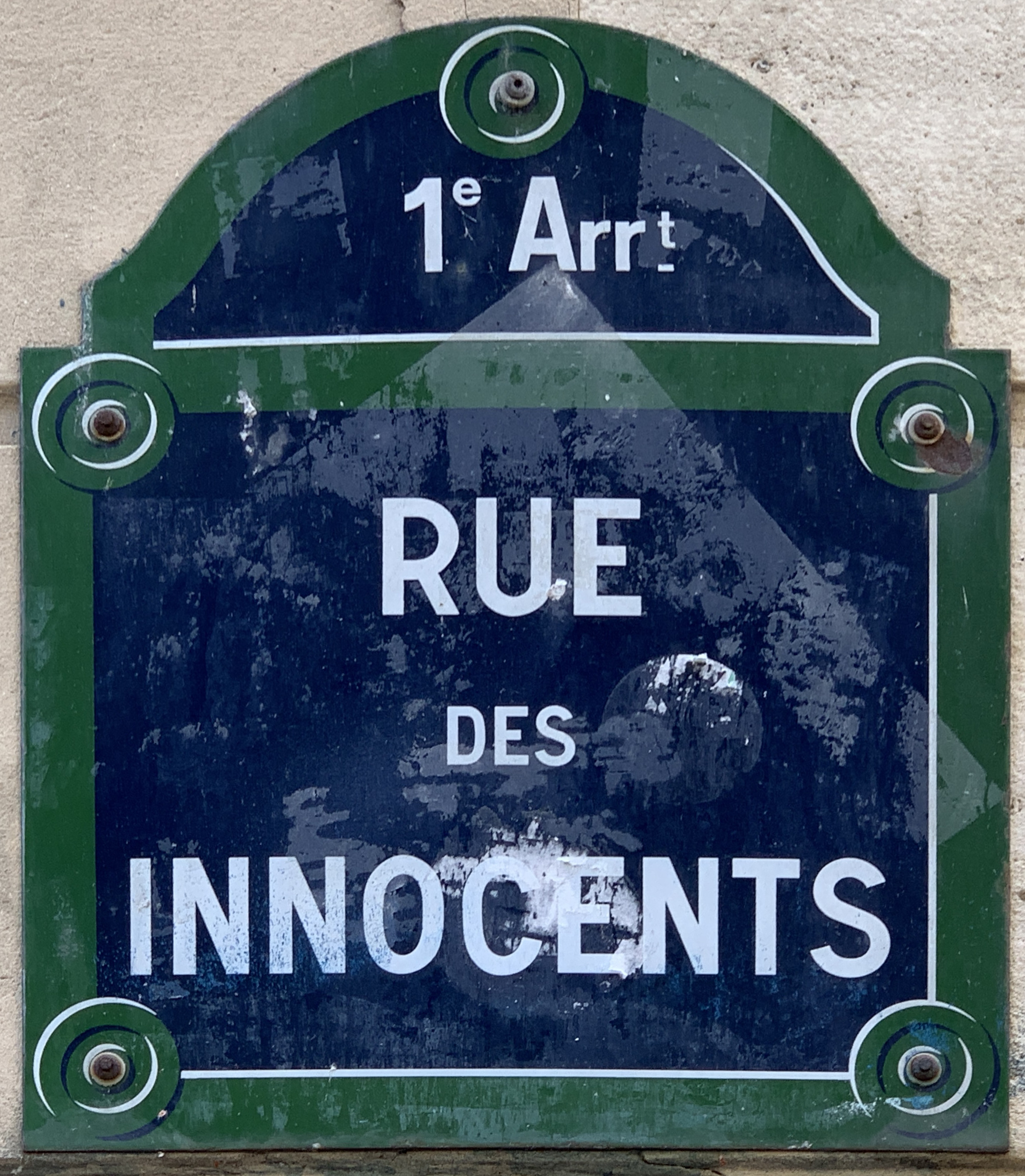
Plaque de la rue.

Elle porte ce nom car elle a été ouverte sur l'emplacement de l'ancien cimetière des Innocents à sa suppression.

## Historique
Cette rue a été livrée à la circulation vers 1786, à l'époque de la formation du marché des Innocents qui a pris la place de l'ancien cimetière, d'abord sous le nom de « passage du Charnier-des-Innocents », puis de « rue du Charnier-des-Innocents » jusqu'en 1855 où elle prend son nom actuel.

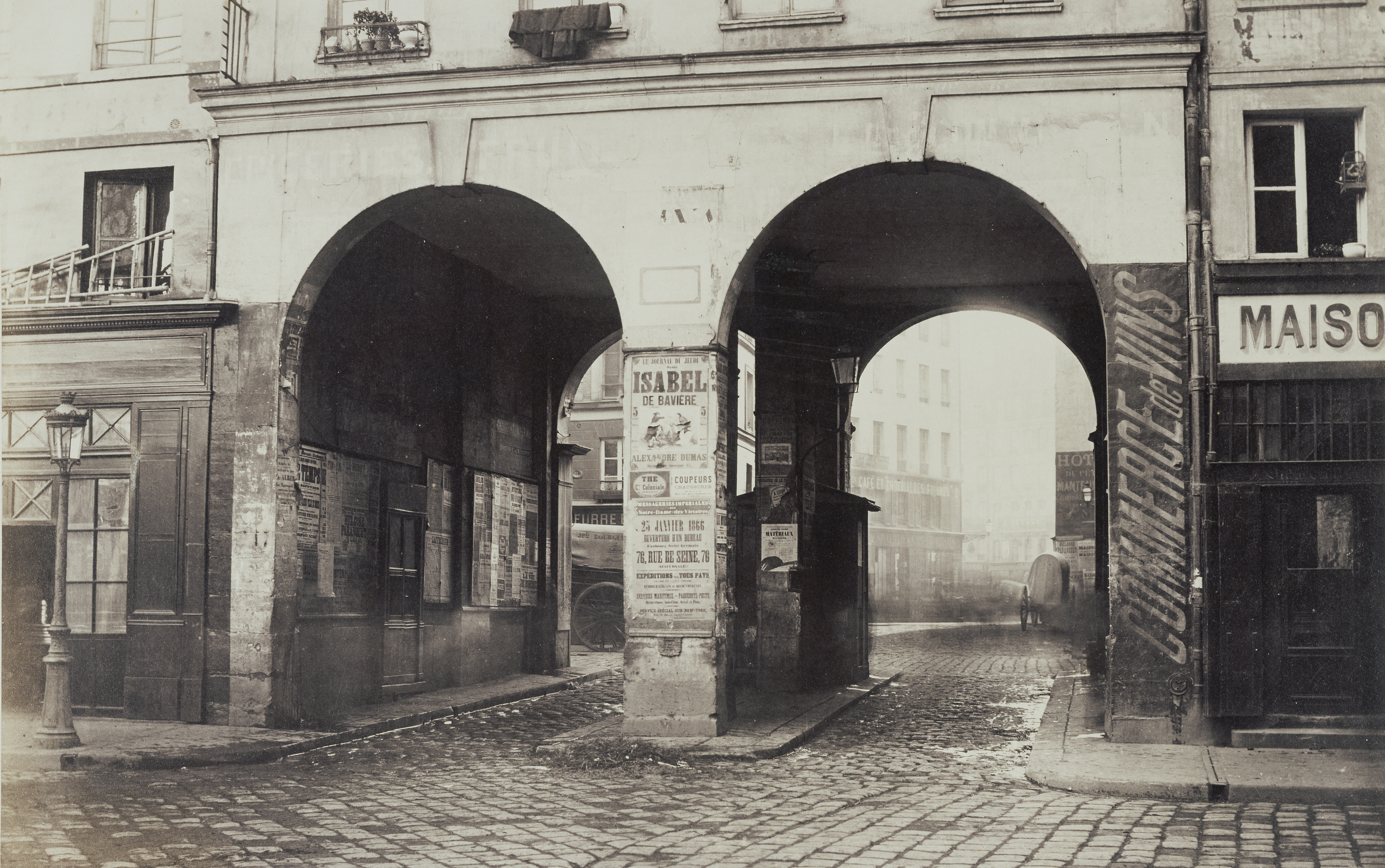
Vue du passage des Deux-Portes prise de la rue des Innocents en direction de la rue de la Ferronnerie, 1866.

## Bâtiments remarquables et lieux de mémoire
- No 2 : la Fontaine des Innocents
- Nos impairs 11 à 15 (et pairs 6 à 10 de la rue de la Ferronnerie) : ancien « passage des Deux Portes », qu'il ne faut pas confondre avec l'actuel passage du même nom (20e arrondissement). Datant de la construction des immeubles (1669-1670), il servait alors d'accès, à partir de la rue de la Ferronnerie, à l'étroite bande de terrain du « passage du Charnier des Innocents » (supprimé en 1845) qui longeait les façades septentrionales de ces immeubles en passant au pied du mur de la galerie méridionale de l'ossuaire du cimetière. Constitué de deux arcades (no 13) en 1867, le passage des Deux-Portes fut élargie en vertu d'un arrêté du 17 juin de cette même année par l'ajout de deux arcades supplémentaires (nos 11 et 15)[1].

## Pour approfondir